# شبیه‌ساز فروشنده مواد مخدر
شبیه‌ساز فروشنده مواد مخدر (به انگلیسی: Drug Dealer Simulator) یک بازی ویدیویی شبیه‌سازی محصول سال ۲۰۲۰ است که توسط بایترانرز توسعه یافته و توسط مووی گیمز اس‌ای منتشر شده است. در این بازی، بازیکن نقش یک دلال مواد مخدر را بر عهده می‌گیرد که باید مواد مخدر تولید و بفروشد و به آرامی یک امپراتوری مواد مخدر ایجاد کند و در عین حال از اجرای قانون محلی اجتناب کند. مواد مخدر با یک «میز مخلوط کردن» درون بازی ساخته می‌شوند که به بازیکن اجازه می‌دهد با استفاده از مواد موجود مانند آمفتامین تا جوش شیرین، مواد منحصر به فردی بسازد. این بازی پس‌از انتشار، نقدهای متفاوتی از منتقدان دریافت کرد که از مکانیک‌های بازی انتقاد می‌کردند، چرا که آن‌ها را ابتدایی و فاقد تنوع و چالش می‌دانستند.

## گیم‌پلی
شبیه‌ساز فروشنده مواد مخدر یک بازی ویدیویی شبیه‌سازی است. بازیکنان در نقش یک فروشنده مواد مخدر که با یک کارتل خیالی در ارتباط است، قرار می‌گیرند و باید ضمن اجتناب از پلیس محلی و اداره مبارزه با مواد مخدر (DEA)، مواد مخدر تولید و بفروشند. این مواد از طریق یک «میز مخلوط کردن» درون بازی ساخته می‌شوند که به بازیکن اجازه می‌دهد از مواد موجود (مثلاً آمفتامین، جوش شیرین، ایبوپروفن) دارو بسازد. این مواد ازطریق جستجو در مناطق تصادفی که یک عضو خیالی کارتل به نام ادی بازیکن را در آنجا پیاده می‌کند، یا با خرید آنها از یک پمپ بنزین محلی به دست می‌آیند. فروش مواد مخدر با کیفیت، اعتبار بازیکن را در منطقه افزایش می‌دهد و به او اجازه می‌دهد تا به مشتریان بیشتری دسترسی پیدا کند و در نهایت یک امپراتوری مواد مخدر در شهر تشکیل دهد. با گسترش امپراتوری مواد مخدر بازیکن در قلمرو خود، مدیریت ترکیبات مواد مخدری که تولید می‌کند اهمیت بیشتری پیدا می‌کند، چرا که ترکیبات ضعیف احتمالاً منجر به مرگ مشتریان آنها می‌شود.

## انتشار و پذیرش
| گردآورنده | امتیاز |
| --------- | ------ |
| متاکریتیک | ۵۹/۱۰۰ |

| ناشر       | امتیاز |
| ---------- | ------ |
| شک‌نیوز     | ۵/۱۰   |
| اسکرین رنت | ۴/۱۰   |
| 4Players   | ۵/۱۰   |

بازی شبیه‌ساز فروشنده مواد مخدر توسط بایترانرز توسعه داده شده و مووی گیمز اس‌ای آن را منتشر کرده است. این بازی در ۱۶ آوریل ۲۰۲۰ منتشر شد. این بازی به‌طور کلی نقدهای متفاوتی از منتقدان دریافت کرد و براساس نه نقد، امتیاز ۵۹ از ۱۰۰ را در متاکریتیک، سایت جمع‌آوری نقد، کسب کرد.
جاش هاوکینز از شک‌نیوز این بازی را «بی‌مایه» توصیف کرد و از آنچه که به نظر او فقدان چالش در بازی به جز پلیس بود، انتقاد کرد و اظهار داشت که این بازی نتوانسته به «پتانسیل واقعی خود» دست یابد، و توسط «سیستم‌های ابتدایی» که آن را «شبیه یک عنوان دسترسی اولیه نیمه‌تمام» کرده بودند، عقب نگه داشته شده است. درحالی که او مکانیک «ترکیب» بازی‌ها را مثبت می‌دید، اظهار داشت که بازی به امکانات بیشتری در مورد نحوه استفاده از آن، ازجمله افزودن مواد بیشتر برای استفاده در خلق آثار، نیاز دارد. راب گوردون از اسکرین رنت افکار مشابهی با هاوکینز داشت و معتقد بود که بازی پس‌از معرفی، چالش زیادی برای بازیکن ایجاد نکرد و هرگز از یک حلقه گیم‌پلی اساسی منحرف نشد.
اندی کلی از پی‌سی گیمر بازی را «زشت، احمقانه و کمی دست و پاگیر» توصیف کرد، هرچند معتقد بود که این بازی نسبت به سایر بازی‌های ویدیویی شبیه‌سازی که تقریباً در همان زمان منتشر شده‌اند، تلاش بیشتری برای ساخت آن صرف شده است. استیو هوگارتی از راک، پیپر، شات‌گان افکار متفاوتی داشت و اظهار داشت که اگرچه بازی «زشت» بود، اما هنوز هم سرگرم‌کننده بود. او همچنین نویسندگی و صداپیشگی بازی‌ها را «به‌طرز سرگرم‌کننده‌ای عجیب» توصیف کرد.
در آوریل ۲۰۲۵، شرکت مووی گیمز اس‌ای تحقیقات گسترده‌ای را در مورد یک بازی مستقل دیگر در زمینه فروش مواد مخدر به نام اسکجوال یک آغاز کرد و ادعا کرد که این بازی، حق مالکیت معنوی شبیه‌ساز فروشنده مواد مخدر را نقض کرده است. اعلام این موضوع باعث شده است که شبیه‌ساز فروشنده مواد مخدر در استیم نقدهای منفی زیادی دریافت کند.

## دنباله
دنباله‌ای برای این بازی با نام شبیه‌ساز فروشنده مواد مخدر ۲ در ۲۰ ژوئن ۲۰۲۴ منتشر شد. دنباله این بازی، ضمن اضافه کردن ویژگی‌های جدید، فرضیه مشابهی را ارائه می‌دهد، مانند حالت چند نفره که به بازیکنان اجازه می‌دهد با هم کار کنند و در عین حال نقشه درون بازی را نیز گسترش می‌دهد.